# Aspidifrontia radiata
Aspidifrontia radiata är en fjärilsart som beskrevs av George Francis Hampson 1905. Aspidifrontia radiata ingår i släktet Aspidifrontia och familjen nattflyn. Inga underarter finns listade i Catalogue of Life.